# Cameron York
Cameron York (Anaheim, California, 5 de enero de 2001) apodado Yam Cork, es un jugador profesional estadounidense de hockey sobre hielo que se desempeña en la posición de defensor izquierdo en Philadelphia Flyers, equipo de la National Hockey League (NHL).

## Carrera
Fue seleccionado en la primera ronda en la NHL Entry Draft de 2019. En 2020 hizo su debut profesional con el equipo Philadelphia Flyers, donde lleva jugando cuatro temporadas.